# Peter Schenk

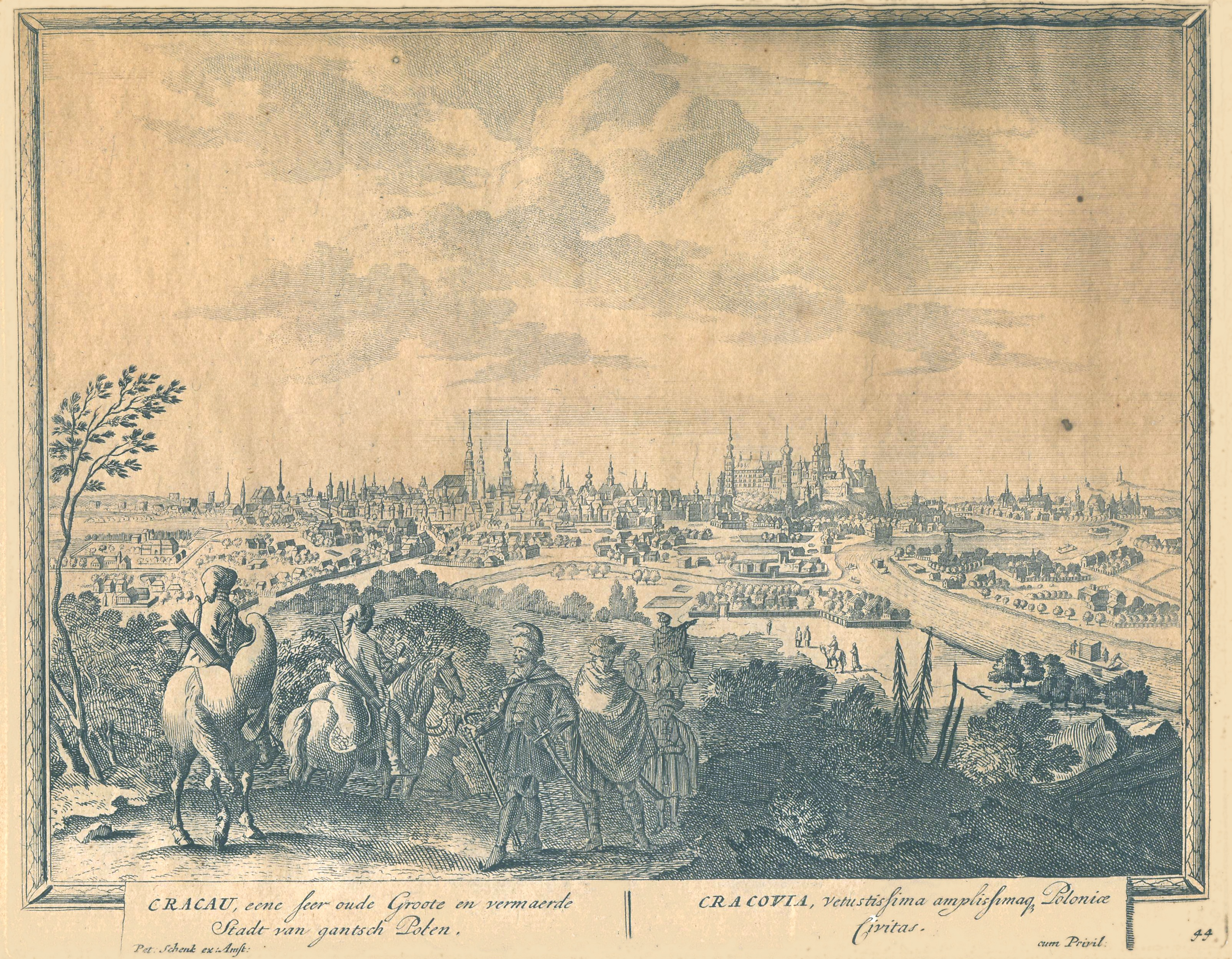
Panorama Krakowa autorstwa Petera Schenka, będąca swobodną kopią ryciny Hogenberga z Civitates Orbis Terrarum.

Peter Schenk a. Schenck, zw. Starszym (ur. 26 grudnia 1660 w Elberfeldzie (dziś Wuppertal) w Niemczech, zm. 1718 lub 1719) – holenderski grafik. Tworzył m.in. w technice miedziorytu, głównie mapy, widoki i sceny historyczne.
Przeniósł się do Amsterdamu w 1683, gdzie jego nauczycielem został Gerard Valck. W 1686 uzyskali wspólny przywilej drukowania i sprzedawania swoich prac. 11 lutego 1687 ożenił się z jego córką – Agathą Valck; miał z nią czworo dzieci: córkę Marię urodzoną w 1690 (wyszła za mąż za swego bliskiego kuzyna Leonarda Valcka, 1675– ok. 1755, syna Gerarda), oraz trzech synów: Leonarda (1696–1767); Pietera II (przed 1698–1775) i Jana (1698–1752). Leonard prowadził ojcowskie wydawnictwo po jego śmierci. Pieter II związał się z innym amsterdamskim domem wydawniczym "in Visschers' Atlas", które współpracowało także z Gerardem & Leonardem Valck. Dla odróżnienia obu Schenków o imieniu Piotr (Peter, Pieter), działających w tej samej branży, ojca niekiedy określa się Peter Schenk the Elder, tj. z przydomkiem "Starszy".
Peter Schenk Starszy był także nadwornym medalierem i rytownikiem Augusta Mocnego. Wizerunek P. Schenka znany jest m.in. z portretu namalowanego ok. r. 1700 najprawdopodobniej przez Teodora Lubienieckiego, przechowywanego w muzeum w Budapeszcie.